# Morti nel 2015/Giugno
| Questa pagina contiene informazioni ricavate automaticamente dalle voci biografiche con l'ausilio del template Bio e di un bot. L'aggiornamento è periodico e automatico e ricostruisce completamente la pagina. Se manca una persona in questa lista, sei pregato di non aggiungerla, ma accertati piuttosto che la sua voce biografica contenga il template Bio e che i dati anagrafici siano correttamente compilati. Se il template Bio manca, inseriscilo tu stesso o, in alternativa, metti l'avviso {{tmp\|Bio}} che ne segnala la mancanza. Se i dati riportati sono sbagliati, correggi direttamente la voce biografica; le modifiche saranno visibili in questa lista entro pochi giorni. Per chiarimenti vedi il progetto biografie. La lista contiene solo le 164 persone che sono citate nell'enciclopedia e per le quali è stato implementato correttamente il template Bio. Pagina aggiornata al 10 ago 2025. |

- 1º giugno - Charles Kennedy, politico britannico (n. 1959)
- 1º giugno - Mike Lane, attore e wrestler statunitense (n. 1933)
- 1º giugno - Nicholas Liverpool, politico dominicense (n. 1934)
- 1º giugno - Edith Pásztor, storica ungherese (n. 1925)
- 1º giugno - Jean Ritchie, cantautrice statunitense (n. 1922)
- 1º giugno - Phili Viehoff, politica olandese (n. 1924)
- 2 giugno - Claudio Angelini, giornalista e scrittore italiano (n. 1943)
- 2 giugno - Alberto De Martino, regista e sceneggiatore italiano (n. 1929)
- 2 giugno - Giovan Battista Fabbri, calciatore e allenatore di calcio italiano (n. 1926)
- 2 giugno - Irwin Rose, biologo statunitense (n. 1926)
- 2 giugno - Günther Schneider-Siemssen, scenografo tedesco (n. 1926)
- 2 giugno - Silvio Spaccesi, attore e doppiatore italiano (n. 1926)
- 2 giugno - Ralph Ungermann, imprenditore e ingegnere statunitense (n. 1942)
- 2 giugno - Con'o Vasilev, calciatore bulgaro (n. 1952)
- 3 giugno - Sergio Boschiero, politico e giornalista italiano (n. 1936)
- 3 giugno - Imre Rapp, calciatore ungherese (n. 1937)
- 4 giugno - Avi Beker, scrittore, politico e giornalista israeliano (n. 1951)
- 4 giugno - Bengt Berndtsson, calciatore svedese (n. 1933)
- 4 giugno - Noè Conti, ciclista su strada italiano (n. 1933)
- 4 giugno - Hugh Johnson, direttore della fotografia irlandese (n. 1946)
- 4 giugno - Hermann Zapf, tipografo e calligrafo tedesco (n. 1918)
- 5 giugno - Tareq Aziz, politico e diplomatico iracheno (n. 1936)
- 5 giugno - Jane Briggs Hart, aviatrice statunitense (n. 1921)
- 5 giugno - Jerry Collins, rugbista a 15 neozelandese (n. 1980)
- 5 giugno - Mario D'Urso, politico e funzionario italiano (n. 1940)
- 5 giugno - Giacomo Furia, attore italiano (n. 1924)
- 5 giugno - Richard Johnson, attore, sceneggiatore e produttore cinematografico britannico (n. 1927)
- 5 giugno - Colette Marchand, attrice, ballerina e coreografa francese (n. 1925)
- 5 giugno - Roger Vergé, cuoco francese (n. 1930)
- 6 giugno - Pierre Brice, attore francese (n. 1929)
- 6 giugno - Vincent Bugliosi, avvocato e scrittore statunitense (n. 1934)
- 6 giugno - Callisto Cosulich, critico cinematografico italiano (n. 1922)
- 6 giugno - Ricardo Pegnotti, calciatore argentino (n. 1934)
- 6 giugno - Sergej Šarikov, schermidore russo (n. 1974)
- 6 giugno - Ludvík Vaculík, scrittore e giornalista ceco (n. 1926)
- 7 giugno - Giuseppe Casarrubea, storico e saggista italiano (n. 1946)
- 7 giugno - Chung Yong-hwan, calciatore sudcoreano (n. 1960)
- 7 giugno - Liliano Frattini, giornalista italiano (n. 1934)
- 7 giugno - Christopher Lee, attore e cantante britannico (n. 1922)
- 7 giugno - Cristina Mondadori, editrice, cardiologa e psichiatra italiana (n. 1934)
- 7 giugno - Cole Tucker, attore pornografico statunitense (n. 1953)
- 7 giugno - Vasilij Župikov, calciatore e allenatore di calcio sovietico (n. 1954)
- 8 giugno - Frank Cappuccino, pugile e arbitro di pugilato statunitense (n. 1929)
- 8 giugno - Jean Gruault, sceneggiatore e attore francese (n. 1924)
- 8 giugno - Otakar Hořínek, tiratore a segno cecoslovacco (n. 1929)
- 8 giugno - Chea Sim, politico cambogiano (n. 1932)
- 9 giugno - James Last, musicista, compositore e direttore d'orchestra tedesco (n. 1929)
- 9 giugno - Fred Anton Maier, pattinatore di velocità su ghiaccio norvegese (n. 1938)
- 10 giugno - Khaled Fouad Allam, sociologo e politico algerino (n. 1955)
- 10 giugno - Robert Chartoff, produttore cinematografico e filantropo statunitense (n. 1933)
- 10 giugno - John Fullam, calciatore irlandese (n. 1940)
- 10 giugno - Emmanuele Morandi, filosofo italiano (n. 1961)
- 10 giugno - Günther Uecker, artista, pittore e scultore tedesco (n. 1930)
- 11 giugno - Ornette Coleman, sassofonista e compositore statunitense (n. 1930)
- 11 giugno - Vittorio De Angelis, doppiatore, dialoghista e direttore del doppiaggio italiano (n. 1962)
- 11 giugno - Ian McKechnie, allenatore di calcio e calciatore scozzese (n. 1941)
- 11 giugno - Ron Moody, attore britannico (n. 1924)
- 11 giugno - Dusty Rhodes, wrestler statunitense (n. 1945)
- 12 giugno - Nek Chand, scultore indiano (n. 1924)
- 12 giugno - Rick Ducommun, attore canadese (n. 1952)
- 12 giugno - Micol Fontana, stilista e imprenditrice italiana (n. 1913)
- 12 giugno - Monica Lewis, attrice statunitense (n. 1922)
- 12 giugno - Sebastiano Mannironi, sollevatore italiano (n. 1930)
- 12 giugno - Nasir al-Wuhayshi, terrorista yemenita (n. 1976)
- 13 giugno - Sergio Renán, regista cinematografico, sceneggiatore e attore argentino (n. 1933)
- 13 giugno - George Winslow, attore statunitense (n. 1946)
- 14 giugno - Bob Bedell, cestista statunitense (n. 1944)
- 14 giugno - Hugo Blanco, musicista e compositore venezuelano (n. 1940)
- 14 giugno - Pasquale Foresi, presbitero e teologo italiano (n. 1929)
- 14 giugno - Boris Godjunov, cantante bulgaro (n. 1941)
- 14 giugno - Łukasz Masiak, giornalista polacco (n. 1983)
- 14 giugno - Hilary Masters, scrittore statunitense (n. 1928)
- 14 giugno - Zito, calciatore brasiliano (n. 1932)
- 14 giugno - Rutilio Sermonti, militare, storico e zoologo italiano (n. 1921)
- 14 giugno - Walter Weller, direttore d'orchestra e violinista austriaco (n. 1939)
- 14 giugno - Jürgen Wittenstein, medico tedesco (n. 1919)
- 15 giugno - Francesco Contrafatto, pittore, scultore e scenografo italiano (n. 1928)
- 15 giugno - Wilfried David, ciclista su strada belga (n. 1946)
- 15 giugno - Francesco Di Nicola, politico italiano (n. 1923)
- 15 giugno - Žanna Friske, cantante e attrice russa (n. 1974)
- 15 giugno - Kirk Kerkorian, aviatore e imprenditore statunitense (n. 1917)
- 15 giugno - Maria Luisa Stringa, storica della filosofia italiana (n. 1928)
- 16 giugno - Charles Correa, architetto, urbanista e attivista indiano (n. 1930)
- 16 giugno - Greg Parks, hockeista su ghiaccio canadese (n. 1967)
- 16 giugno - Jean Vautrin, scrittore, regista e sceneggiatore francese (n. 1933)
- 17 giugno - Nicola Badalucco, sceneggiatore e giornalista italiano (n. 1929)
- 17 giugno - Francisco Domingo Barbosa Da Silveira, vescovo cattolico uruguaiano (n. 1944)
- 17 giugno - Ron Clarke, mezzofondista, maratoneta e politico australiano (n. 1937)
- 17 giugno - John David Crow, giocatore di football americano statunitense (n. 1935)
- 17 giugno - Süleyman Demirel, politico turco (n. 1924)
- 17 giugno - Emanuil Gjaurov, cestista bulgaro (n. 1934)
- 17 giugno - Roberto Marcelo Levingston, generale e politico argentino (n. 1920)
- 17 giugno - Clementa C. Pinckney, politico e attivista statunitense (n. 1973)
- 17 giugno - Jeralean Talley, supercentenaria statunitense (n. 1899)
- 17 giugno - Vincenzo Verdecchi, regista, sceneggiatore e montatore italiano (n. 1948)
- 18 giugno - Gianni Picchi, attore teatrale e conduttore televisivo italiano (n. 1941)
- 18 giugno - Jack Rollins, produttore cinematografico e scenografo statunitense (n. 1915)
- 18 giugno - Kazuya Tatekabe, doppiatore giapponese (n. 1934)
- 18 giugno - Allen Weinstein, storico statunitense (n. 1937)
- 19 giugno - María Freire, pittrice, scultrice e critica d'arte uruguaiana (n. 1917)
- 19 giugno - Artur Rodrigues, allenatore di calcio portoghese (n. 1928)
- 19 giugno - James Salter, scrittore e sceneggiatore statunitense (n. 1925)
- 19 giugno - Mirella Schott Sbisà, pittrice, ceramista e incisore italiana (n. 1921)
- 20 giugno - Esther Brand, altista e discobola sudafricana (n. 1922)
- 20 giugno - Giulio Glorioso, giocatore di baseball italiano (n. 1931)
- 20 giugno - Angelo Niculescu, allenatore di calcio e calciatore rumeno (n. 1921)
- 21 giugno - Angelino Balistreri, pittore e scultore italiano (n. 1922)
- 21 giugno - Cora Combs, wrestler statunitense (n. 1927)
- 21 giugno - Veijo Meri, scrittore finlandese (n. 1928)
- 21 giugno - Remo Remotti, attore italiano (n. 1924)
- 21 giugno - Alexander Schalck-Golodkowski, politico tedesco orientale (n. 1932)
- 21 giugno - Gunther Schuller, cornista, compositore e saggista statunitense (n. 1925)
- 21 giugno - Lynn Steen, matematico statunitense (n. 1941)
- 22 giugno - Laura Antonelli, attrice italiana (n. 1941)
- 22 giugno - Luís Carlos Nunes da Silva, allenatore di calcio e calciatore brasiliano (n. 1937)
- 22 giugno - James Carnegie, III duca di Fife, politico e nobile britannico (n. 1929)
- 22 giugno - Constantin Cernăianu, dirigente sportivo, allenatore di calcio e calciatore rumeno (n. 1933)
- 22 giugno - Mario Di Iorio, regista teatrale, imprenditore e sceneggiatore italiano (n. 1944)
- 22 giugno - Albert Evans, ballerino e coreografo statunitense (n. 1968)
- 22 giugno - James Horner, compositore e direttore d'orchestra statunitense (n. 1953)
- 22 giugno - Ljubov' Kozyreva, fondista sovietica (n. 1929)
- 22 giugno - Buddy Landel, wrestler statunitense (n. 1961)
- 22 giugno - Italo Rebuzzi, calciatore italiano (n. 1922)
- 22 giugno - Dick Stanfel, giocatore di football americano e allenatore di football americano statunitense (n. 1927)
- 22 giugno - Gabriele Wohmann, scrittrice tedesca (n. 1932)
- 23 giugno - Alfredo Cifariello, pittore italiano (n. 1928)
- 23 giugno - Marujita Díaz, attrice spagnola (n. 1932)
- 23 giugno - Nirmala Joshi, religiosa indiana (n. 1934)
- 23 giugno - Helmut Lohner, attore e regista teatrale austriaco (n. 1933)
- 23 giugno - Magali Noël, attrice e cantante francese (n. 1931)
- 23 giugno - Jacques Perrier, cestista francese (n. 1924)
- 23 giugno - Foua Toloa, politico neozelandese
- 23 giugno - Dick Van Patten, attore statunitense (n. 1928)
- 23 giugno - Gary Vaughn, sciatore alpino e allenatore di sci alpino statunitense (n. 1935)
- 24 giugno - Walter Browne, scacchista australiano (n. 1949)
- 24 giugno - Alberto Cotti, partigiano e scrittore italiano (n. 1921)
- 24 giugno - Silvano Fausti, gesuita e biblista italiano (n. 1940)
- 25 giugno - Gabriele Amadori, artista, scenografo e regista italiano (n. 1945)
- 25 giugno - Hans-Jörg Kellner, numismatico e archeologo tedesco (n. 1920)
- 25 giugno - Edoardo Lucchina, fisarmonicista italiano (n. 1925)
- 25 giugno - Patrick Macnee, attore britannico (n. 1922)
- 25 giugno - Nerses Bedros XIX Tarmouni, patriarca cattolico armeno (n. 1940)
- 26 giugno - Larry Carberry, calciatore inglese (n. 1936)
- 26 giugno - Evgenij Maksimovič Primakov, politico russo (n. 1929)
- 26 giugno - Shu Shi, attore, sceneggiatore e regista cinese (n. 1916)
- 26 giugno - Denis Thwaites, calciatore inglese (n. 1944)
- 26 giugno - David Turner, canottiere statunitense (n. 1923)
- 27 giugno - Gerd Bacher, giornalista austriaco (n. 1925)
- 27 giugno - Aristide Nascenzi, calciatore italiano (n. 1922)
- 27 giugno - Chris Squire, bassista e cantante britannico (n. 1948)
- 27 giugno - Boris Šilkov, pattinatore di velocità su ghiaccio sovietico (n. 1927)
- 28 giugno - Goran Brajković, calciatore croato (n. 1978)
- 28 giugno - Antonio Caldoro, politico italiano (n. 1924)
- 28 giugno - Jack Carter, attore e comico statunitense (n. 1922)
- 28 giugno - Hidehito Ueda, regista giapponese (n. 1953)
- 29 giugno - Marcello Bucci, politico italiano (n. 1952)
- 29 giugno - Josef Masopust, calciatore e allenatore di calcio cecoslovacco (n. 1931)
- 29 giugno - Charles Pasqua, politico francese (n. 1927)
- 29 giugno - Luis Paz, calciatore colombiano (n. 1942)
- 29 giugno - Renato Pigliacampo, scrittore, poeta e pedagogista italiano (n. 1948)
- 29 giugno - Jackson Vroman, cestista statunitense (n. 1981)
- 30 giugno - Enrico Arcelli, medico e preparatore atletico italiano (n. 1940)
- 30 giugno - Frank Butler, pallanuotista sudafricano (n. 1932)
- 30 giugno - Paolo Piffarerio, animatore e fumettista italiano (n. 1924)